# Mémoire vive (série télévisée, 2025)
Pour les articles homonymes, voir Mémoire vive (homonymie).
Production
Diffusion
Mémoire vive est une série télévisée franco-belge réalisée par Arnaud Malherbe d'après un scénario de Laurent Burtin, Anne-Gaëlle Daval, Maax Thuvertie et Hélène Lombard, et diffusée en France à partir du 18 février 2025 sur M6 et en Belgique à partir du 12 juin 2025 sur La Une.
Cette fiction policière, qui est une adaptation de la série turque Şahsiyet créée en 2018 par Hakan Günday et distribuée sous le titre international Persona, est une production de Calt Studio, Beside et la RTBF (télévision belge) pour M6.

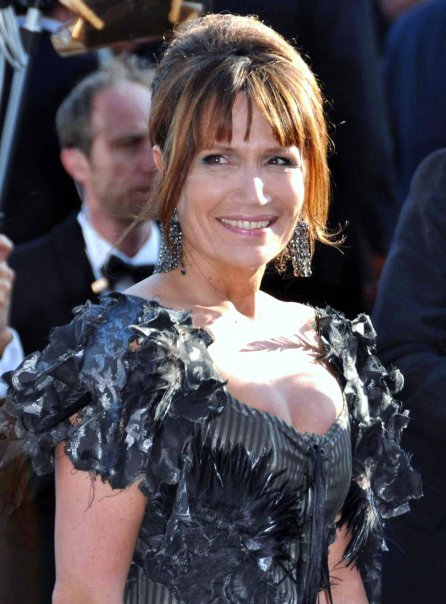
Clémentine Célarié.

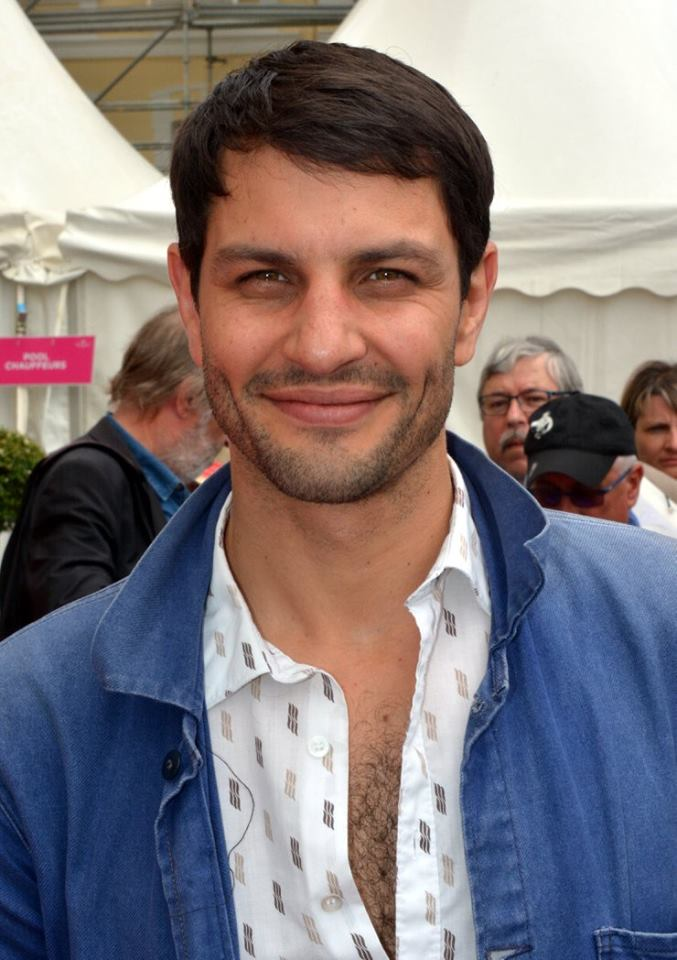
Marc Ruchmann.

## Synopsis
Esther Lefèvre, greffière de tribunal à la retraite, se découvre atteinte de la maladie d'Alzheimer. Elle décide alors de procéder à la "rectification" de ce qu'elle considère comme des erreurs ou manques judiciaires, et ce, en exécutant les fautifs, magistrats ou malfrats. S'engage alors une course contre la montre où ses pertes de mémoire se voient aggravées par la perturbation que crée le retour de sa fille, longtemps absente. Celle-ci est envahissante et peu respectueuse des secrets de sa mère. Le petit-fils d'Esther est, lui, plus ouvert.

## Distribution
- Clémentine Célarié : Esther Lefèvre
- Émilie Caen : Marianne, la fille d'Esther
- Yoann Eloundou : Milo, le petit-fils d'Esther
- Elisa Erka : capitaine de police Célia Le Goff, de la PJ de Nantes
- Marc Ruchmann : Vincent, le supérieur hiérarchique de Célia
- Ludovik : Maxime, le collègue de Célia
- Christophe Favre : Jo Serero, la première victime d'Esther Lefèvre
- Jérôme Keen : Édouard Chazaud, ancien juge d'instruction
- Geneviève Emanuelli : Carmen, la femme d'Édouard Chazaud
- Vincent Ropion : Michel Le Corre, taximan
- Caroline Proust : Marthe
- Thomas Scimeca : Alexis

## Production

### Genèse et développement
Cette fiction policière, qui est une adaptation de la série turque Şahsiyet créée en 2018 par Hakan Günday et distribuée sous le titre international Persona, est une production de Calt Studio, de la société belge Beside et de la RTBF (télévision belge), réalisée  pour M6 avec le soutien de la région des Pays de la Loire dans le cadre des aides à la production cinématographique et audiovisuelle,,,,,.
La série est créée et écrite par Laurent Burtin, Anne-Gaëlle Daval et Hélène Lombard, et réalisée par Arnaud Malherbe,,,,.
La production est assurée par Xavier Matthieu et Célia Palmero pour Calt Studio,.
Selon le producteur Xavier Matthieu, « C'est un thriller-polar un peu barré mêlant comédie décalée et drama. C'est en quelque sorte un conte tragi-comique, une histoire intense et complexe, mais drôle et touchante aussi, avec un pas de côté qui permet d'en désamorcer la noirceur sans pour autant totalement l'évacuer. ».

### Attribution des rôles
Le rôle principal est tenu par Clémentine Célarié qui confie : « J'ai eu un coup de foudre immédiat car j'adore le fait de célébrer une maladie aussi grave qu'Alzheimer, et de la transformer en pouvoir. Je pense que c'est très important pour toutes les personnes concernées de près ou de loin par la maladie. Se dire que la maladie ce n'est pas forcément l'amoindrissement et la faiblesse, mais que ça peut générer une force très importante […] Je trouve ça très beau que cette femme ne se laisse pas dépasser par le temps, qui est une menace pour elle, et qu'elle se dise : "Je vais faire un truc bien" et du coup elle se met à tuer des criminels. Ça m'a énormément plu, ça me plait toujours, je trouve ça magnifique. ».

### Tournage
Le tournage de la série a lieu du 14 mai au 12 juillet 2024 dans le département français de la Loire-Atlantique en région des Pays de la Loire, entre autres aux forges de Trignac, dans la presqu'île de Guérande, à Nantes, à Saint-Nazaire et dans les alentours de ces deux métropoles régionales,,.

### Fiche technique
Sauf indication contraire, les informations mentionnées dans cette section peuvent être confirmées par la base de données cinématographiques Allociné,  présente dans la section « Liens externes ».
- Titre français : Mémoire vive
- Genre : Drame, Policier
- Production artistique : Xavier Matthieu, Célia Palmero
- Production : Xavier Matthieu[3],[7]
- Sociétés de production : Calt Studio, Beside et la RTBF[1],[3],[7]
- Réalisation : Arnaud Malherbe[1],[2],[4],[5],[6],[7]
- Scénario : Laurent Burtin, Anne-Gaëlle Daval, Maax Thuvertie et Hélène Lombard[1],[2],[5],[6]
- Costumes : Morgane Bellefet
- Musique : Flemming Nordkrog[12]
- Décors : Françoise Joset
- Costumes : Morgane Bellefet
- Photographie : Simon Roca
- Son : Vincent piponnier et Emmanuel le Gall
- Montage : Floriane Allier
- Maquillage : Mélanie Ouerel
- Pays de production :  France /  Belgique
- Langue originale : français
- Format : couleur
- Nombre de saisons : 1
- Nombre d'épisodes[2],[5],[6] : 4
- Durée : 52 minutes[5]
- Dates de première diffusion :
  - France : 18 février 2025 sur M6[1],[13],[14],[15]
  - Belgique : 12 juin 2025 sur La Une[16],[9],[17]

## Accueil

### Audiences et diffusion

#### En France
En France, la série est diffusée le mardi à 21 h 10 sur M6 par groupe de deux épisodes les 18 et 25 février 2025.
| Épisode              | Diffusion             | Diffusion            | Audience moyenne          | Audience moyenne                       | Audience moyenne | Réf.   |
| Épisode              | Jour                  | Horaire              | Nombre de téléspectateurs | Part de marché (sur les 4 ans et plus) | Classement       | Réf.   |
| -------------------- | --------------------- | -------------------- | ------------------------- | -------------------------------------- | ---------------- | ------ |
| 1                    | Mardi 18 février 2025 | 21 h 10 - 22 h 05    | 1 870 000                 | 9,8 %                                  | 3e               | [ 19 ] |
| 2                    | Mardi 18 février 2025 | 22 h 05 - 23 h 00    | 1 490 000                 | 9,8 %                                  | 3e               | [ 19 ] |
| 3                    | Mardi 25 février 2025 | 21 h 10 - 22 h 05    | 1 202 000                 | 6 %                                    | 4e               | ,      |
| 4                    | Mardi 25 février 2025 | 22 h 05 - 23 h 00    | 1 030 000                 | 6,5 %                                  | 4e               | ,      |
|                      |                       |                      |                           |                                        |                  |        |
| Moyenne de la saison | Moyenne de la saison  | Moyenne de la saison | 1 398 000                 | 8 %                                    |                  |        |

- Les plus hauts chiffres d'audience
- Les plus bas chiffres d'audience

#### En Belgique
En Belgique, la série est diffusée le jeudi à 20 h 30 sur La Une par salve de deux épisodes les 12 et 19 juin 2025,.
| Épisode              | Diffusion            | Diffusion            | Audience moyenne          | Audience moyenne | Réf.   |
| Épisode              | Jour                 | Horaire              | Nombre de téléspectateurs | Classement       | Réf.   |
| -------------------- | -------------------- | -------------------- | ------------------------- | ---------------- | ------ |
| 1                    | Jeudi 12 juin 2025   | 20 h 30 - 21 h 30    | 214 395                   | 1er              | [ 22 ] |
| 2                    | Jeudi 12 juin 2025   | 21 h 30 - 22 h 30    | 214 395                   | 1er              | [ 22 ] |
| 3                    | Jeudi 19 juin 2025   | 20 h 30 - 21 h 30    | 181 801                   | 2e               | [ 23 ] |
| 4                    | Jeudi 19 juin 2025   | 21 h 30 - 22 h 30    | 181 801                   | 2e               | [ 23 ] |
|                      |                      |                      |                           |                  |        |
| Moyenne de la saison | Moyenne de la saison | Moyenne de la saison | 198 098                   |                  |        |

- Les plus hauts chiffres d'audience
- Les plus bas chiffres d'audience

### Accueil critique
Pour TV Grandes Chaînes, « Mémoire vive s'affirme comme une fiction originale à souhait. Casting, intrigue, ton… cette mini-série a de sacrés atouts dans sa manche pour convaincre les téléspectateurs de M6 […] Maladie trouble, assassinat en série, personnages complexes… Qu'on se le dise, tout y est pour ravir les amateurs de polars ! ».
Télé-Loisirs qualifie la série de surprenante et captivante et annonce que Clémentine Célarié endosse un rôle qui risque d'en surprendre plus d'un.
Alexandre Letren, du site VL-Media, souligne que la série est  toujours servie « par une réalisation puissante et particulièrement fine. Le face à face final entre Esther et Célia est absolument saisissant, plongeant le spectateur dans un véritable film de genre par la photographie et la lumière, mais se révèle aussi extrêmement politique, adressant au public cette phrase d'un féminisme éclatant « Ce monde est soit le nôtre soit le leur » qui, à l'heure des affaires qui ne cessent de se multiplier, fait un bien fou. C'est tellement beau, c'est tellement fort, c'est tellement bouleversant […] Enfin, soulignons pour terminer la partition absolument phénoménale de Clémentine Célarié qui livre avec cette série l'un de ses très grands rôles ».
Le journal L'Humanité estime que « cette histoire, filmée par le formidable Arnaud Malherbe, est aussi et avant tout un manifeste féministe. Les deux héroïnes sont des femmes fortes, et même dures. ».
Pour Le Parisien, « cette excellente mini-série d'Arnaud Malherbe, portée par une Clémentine Célarié au sommet de son art et la révélation Elisa Erka, mêle habilement polar et comédie noire. ».
Pour le magazine Moustique, « Clémentine Célarié est époustouflante […] dans ce rôle de justicière atteinte de la maladie d'Alzheimer […] Cette production, qui mêle ainsi avec une certaine efficacité comédie noire, drame et investigation policière, se savoure sans retenue. ».
La RTBF titre « Clémentine Célarié comme vous ne l'avez jamais vue » et estime que Mémoire Vive est « une série surprenante et pleine d'humour sur l'évaporation des souvenirs et l'amnésie traumatique […] Construite en quatre épisodes diablement efficaces, Mémoire Vive joue habilement avec ses principales thématiques : la vengeance, la famille, les souvenirs et le poids du passé. ».
Pour le magazine Ciné-Télé-Revue, Mémoire Vive est « une série originale, décalée et pleine d’audace sur la perte de mémoire… qu’on n’est pas près d’oublier ! ».